# Padina pavonica
Padine queue-de-paon
Pour les articles homonymes, voir Padine.
Espèce
Padina pavonica, la Padine queue-de-paon, est une espèce d'algues brunes de la famille des Dictyotaceae. Les thalles sont blanchis par le calcaire qu'il contiennent formant des cercles concentriques. Leur taille peut varier entre 5 et 10 cm.

## Synonymes
- Fucus pavonicus L.
- Fucus pavonius L. qui est un nom illégitime.
- Padina pavonia J.V. Lamour. qui est basé sur le nom précédent - illégitime.
- Padina pavonia (L.) Thivy est encore considéré valide par ITIS[1].